# Upernavik
Upernavik è uno dei principali centri della parte nordoccidentale della Groenlandia (1 144 abitanti nel 25 maggio 2000); si trova nel comune di Avannaata.
È posto a circa 700 km a nord del circolo polare artico e il suo nome significa posto primaverile, poiché in estate si raggiungono i 5 gradi sopra lo zero. 

È l'ultima fermata per i traghetti diretti nella Groenlandia settentrionale e le attività principali sono la caccia alla foca e all'orso polare e l'industria ittica. Qui si trova il museo più antico della Groenlandia, il Museo della Città Vecchia, che ha raccolto le firme di molti famosi esploratori artici; si sta lavorando per incorporare nel museo l'intero centro storico. Il percorso da Inuusuussuaq (la vetta più alta presso Upernavik) a Naajarsuit (la punta settentrionale) è screziato dei vari colori delle rocce gialle, arancioni, rosse, verdi e viola, e la vallata ha una straordinaria acustica che permette di sentire un sussurro a distanza di molti chilometri.
c
Upernavik è collegata ad Ilulissat da tre elicotteri la settimana, che fanno scalo a Uummannaq; inoltre da queste due città arrivano traghetti che nel mese di agosto hanno frequenza giornaliera.
Upernavik fu a capo di un comune, il comune di Upernavik. Questo comune, istituito il 18 novembre 1950, cessò poi di esistere il 1º gennaio 2009 dopo la riforma atta a cambiare il sistema di suddivisioni amministrative della Groenlandia; il comune di Upernavik si fuse insieme ad altri 7 comuni a formare il comune di Qaasuitsup, ora soppresso.